# Trận địa pháo
Trận địa pháo là khu vực bố trí pháo và bắn phá của lực lượng pháo binh. Một trận địa pháo được thiết lập để tạo vòng an toàn cho một lực lượng quân đội, phục vụ cho hoạt động phòng thủ hoặc khu vực bắn phá chọn sẵn trong một cuộc phục kích hay cho một cuộc tấn công.
Khu vực Núi Lớn tại Vũng Tàu có một trận địa pháo gồm 6 khẩu pháo hơn 15 tấn, được xem là trận địa pháo cổ nhất thời thuộc địa do Pháp xây dựng.